# Louise Drevenstam
Louise Camuto (nome de solteira: Louise Drevenstam) foi eleita Miss Suécia 1989 e representante de seu país no concurso Miss Universo, realizado em Cancun, México, onde alcançou o segundo lugar, ficando atrás apenas da Miss Holanda, Angela Visser. No mesmo ano foi coroada Miss Escandinávia, em Helsinque, Finlândia. Ela já trabalhou como executiva, exercendo o cargo de Presidente de Marketing e Comunicações da Camuto Group, empresa cujo dono era o seu marido Vince Camuto, falecido em 2015.